# US Foods
US Foods (anteriormente conocido como US Foodservice desde 1993 hasta 2011) es un distribuidor de servicios alimenticios estadounidense. Con aproximadamente $24 mil millones en ingresos anuales, US Foods fue la décima empresa privada más grande de Estados Unidos hasta su oferta pública inicial. Muchas de las entidades que componen US Foods se fundaron en el siglo XIX, incluida una que vendía provisiones a los viajeros que se dirigían al oeste durante la fiebre del oro de California en la década de 1850.
US Foods ofrece más de 350 000 productos de marca nacional y artículos propios de "marca exclusiva", que van desde carnes y productos frescos hasta alimentos preenvasados y congelados. La compañía emplea aproximadamente a 25 200 personas en más de 60 ubicaciones en todo el país y proporciona alimentos y productos relacionados con más de 250 000 clientes, incluidos restaurantes independientes y de unidades múltiples, instalaciones de atención médica, hotelería, instituciones gubernamentales y educativas. La empresa tiene su sede desde 2009 en Rosemont, Illinois, luego de mudarse de Columbia, Maryland, y es una empresa pública que cotiza bajo el símbolo USFD en la Bolsa de Valores de Nueva York.
Después de que la antigua empresa matriz Royal Ahold vendiera US Foodservice en 2007, US Foods es propiedad conjunta de las firmas de capital estadounidenses Clayton, Dubilier & Rice y Kohlberg Kravis Roberts.
El 9 de diciembre de 2013, Sysco Corp anunció que adquiriría US Foods por $8.2 mil millones ($3.5 mil millones más $4.7 mil millones de deuda), pero el 24 de junio de 2015, el juez federal de Estados Unidos Amit Mehta señaló que la fusión Sysco-US Foods controlarían el 75% de la industria de servicio de alimentos de Estados Unidos, y eso sofocaría la competencia. El 29 de junio de 2015, Sysco finalizó su interés de fusión con US Foods.